# Bundesratswahl 2019
Die Gesamterneuerungswahlen des Bundesrates (französisch Election de renouvellement général du Conseil fédéral, italienisch Elezione per il rinnovo integrale di Consiglio federale) fanden am 11. Dezember 2019 statt. Die Vereinigte Bundesversammlung der Schweiz (beide Kammern des neu gewählten Parlaments) wählten die Mitglieder des Bundesrates für die Amtszeit zwischen 2020 und 2023. Der Wahlmodus sah folgende Regeln vor. In den ersten beiden Wahlgängen konnten alle wählbaren Personen gewählt werden. Ab dem zweiten Wahlgang schied aus, wer weniger als zehn Stimmen erhielt. Ab dem dritten Wahlgang waren keine neuen Kandidaturen zulässig. Zudem schied aus, wer am wenigsten Stimmen erhielt. Gewählt wurde, wer das absolute Mehr erreichte.

## Ausgangslage
- GPS (inkl. PdA, Ensemble à Gauche): 35
- SP: 48
- GLP: 16
- CVP (inkl. BDP, EVP): 44
- FDP: 41
- SVP (inkl. Lega, MCG): 62

Grundsätzlich ausschlaggebend für die Wahl des Bundesrates 2019 waren die Resultate der Schweizer Parlamentswahlen 2019 betreffend der Sitzverteilung im National- und Ständerat resp. der Bundesversammlung.
Alle amtierenden Mitglieder des Bundesrates traten zur Wiederwahl an. Als erstmals viertgrösste Partei bei den Nationalratswahlen forderte die Grüne Partei entsprechend der Zauberformel für die Zusammensetzung des Bundesrats einen Sitz. Die Partei nominierte ihre Parteipräsidentin Regula Rytz; sie kandidierte gegen den FDP-Politiker Ignazio Cassis, weil die FDP als drittstärkste Kraft mit zwei Bundesratssitzen übervertreten war. Am 10. Dezember beschloss die SP-Fraktion die Unterstützung für Rytz. Die Grünliberale Fraktion beschloss Stimmfreigabe. Schliesslich wurde die bisherige Regierung bestätigt; alle amtierenden Bundesräte wurden jeweils im 1. Wahlgang wiedergewählt.
Als Bundespräsidentin wurde Simonetta Sommaruga gewählt, als Vizepräsident Guy Parmelin. Der Bundeskanzler Walter Thurnherr wurde mit 219 Stimmen bestätigt.

## Wahlen

### Erste Wahl (Sitz von Ueli Maurer, SVP)

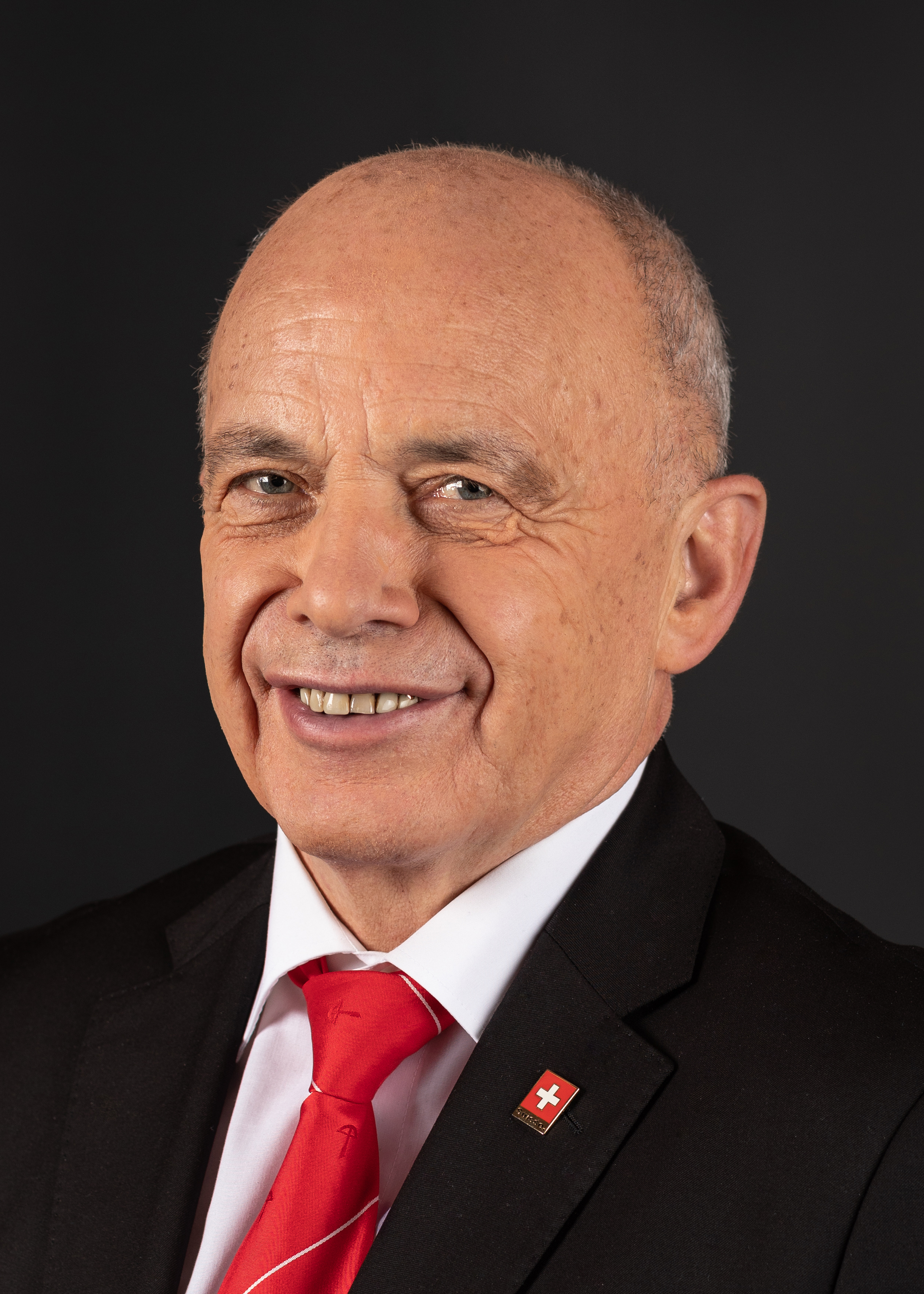
Ueli Maurer

Bundesrat Ueli Maurer (SVP) war seit 2016 Vorsteher des Eidgenössischen Finanzdepartementes (EFD).
|                         | 1. Wahlgang |
| ----------------------- | ----------- |
| ausgeteilte Wahlzettel  | 244         |
| eingegangene Wahlzettel | 244         |
| leer/ungültig           | 23/0        |
| gültig                  | 221         |
| absolutes Mehr          | 111         |
| Ueli Maurer             | 213         |
| Verschiedene            | 8           |

### Zweite Wahl (Sitz von Simonetta Sommaruga, SP)

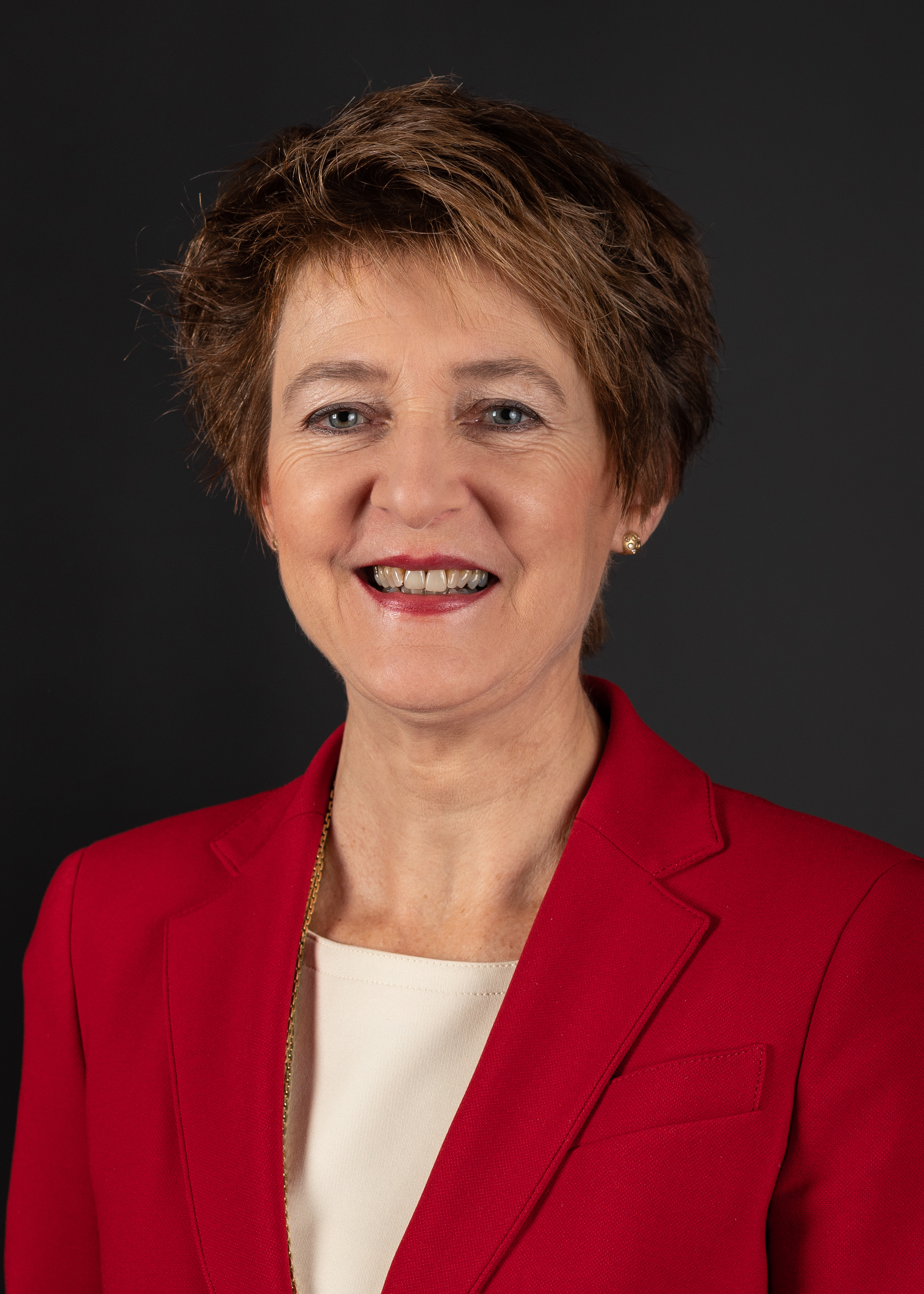
Simonetta Sommaruga

Bundesrätin Simonetta Sommaruga (SP) war seit 2019 Vorsteherin des Eidgenössischen Departementes für Umwelt, Verkehr, Energie und Kommunikation (UVEK).
|                         | 1. Wahlgang |
| ----------------------- | ----------- |
| ausgeteilte Wahlzettel  | 244         |
| eingegangene Wahlzettel | 244         |
| leer/ungültig           | 15/1        |
| gültig                  | 218         |
| absolutes Mehr          | 110         |
| Simonetta Sommaruga     | 192         |
| Regula Rytz             | 13          |
| Verschiedene            | 13          |

### Dritte Wahl (Sitz von Alain Berset, SP)

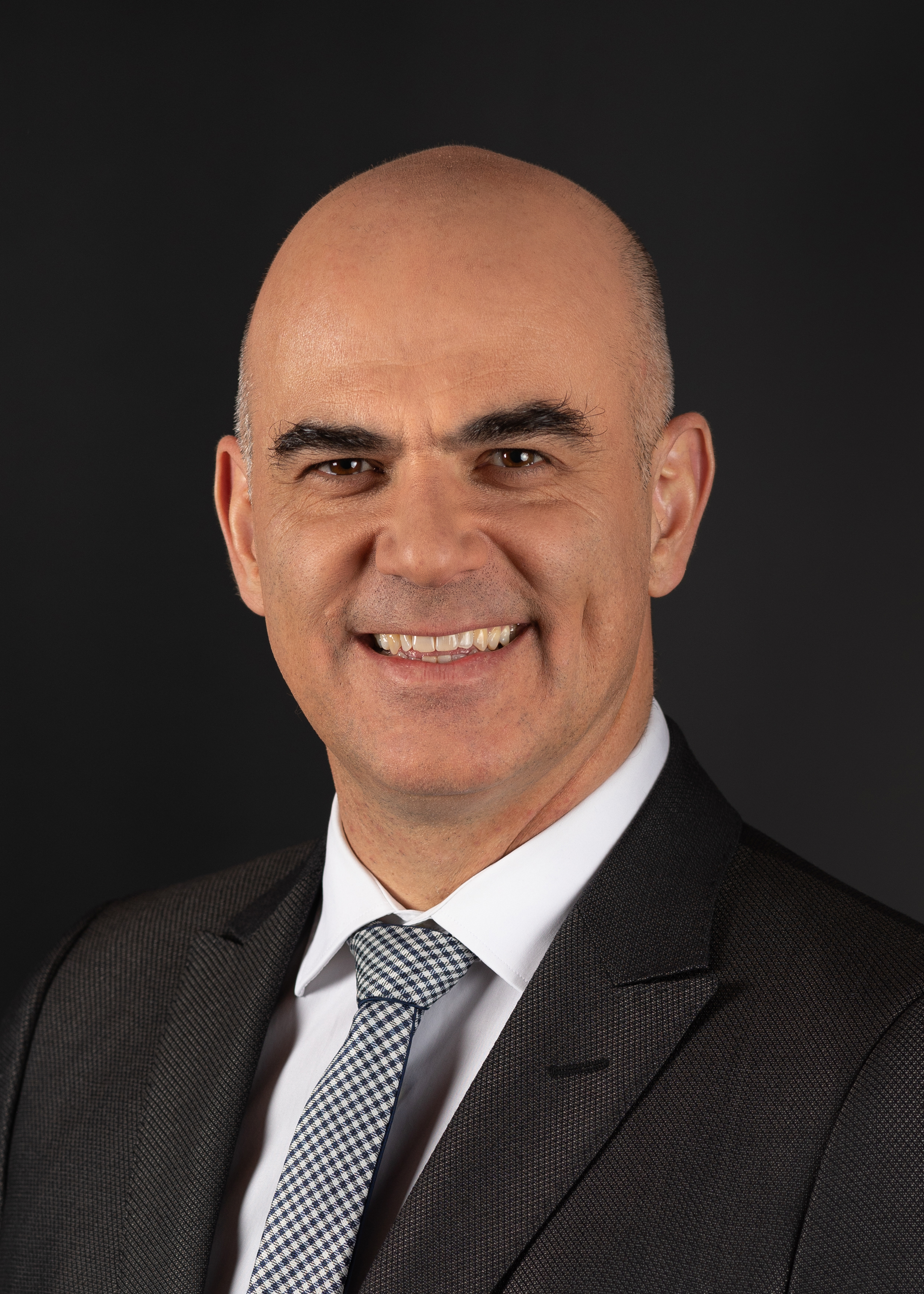
Alain Berset

Bundesrat Alain Berset (SP) war seit seiner Wahl 2011 Vorsteher des Eidgenössischen Departementes des Innern (EDI).
|                         | 1. Wahlgang |
| ----------------------- | ----------- |
| ausgeteilte Wahlzettel  | 244         |
| eingegangene Wahlzettel | 244         |
| leer/ungültig           | 14/0        |
| gültig                  | 230         |
| absolutes Mehr          | 116         |
| Alain Berset            | 214         |
| Verschiedene            | 16          |

### Vierte Wahl (Sitz von Guy Parmelin, SVP)

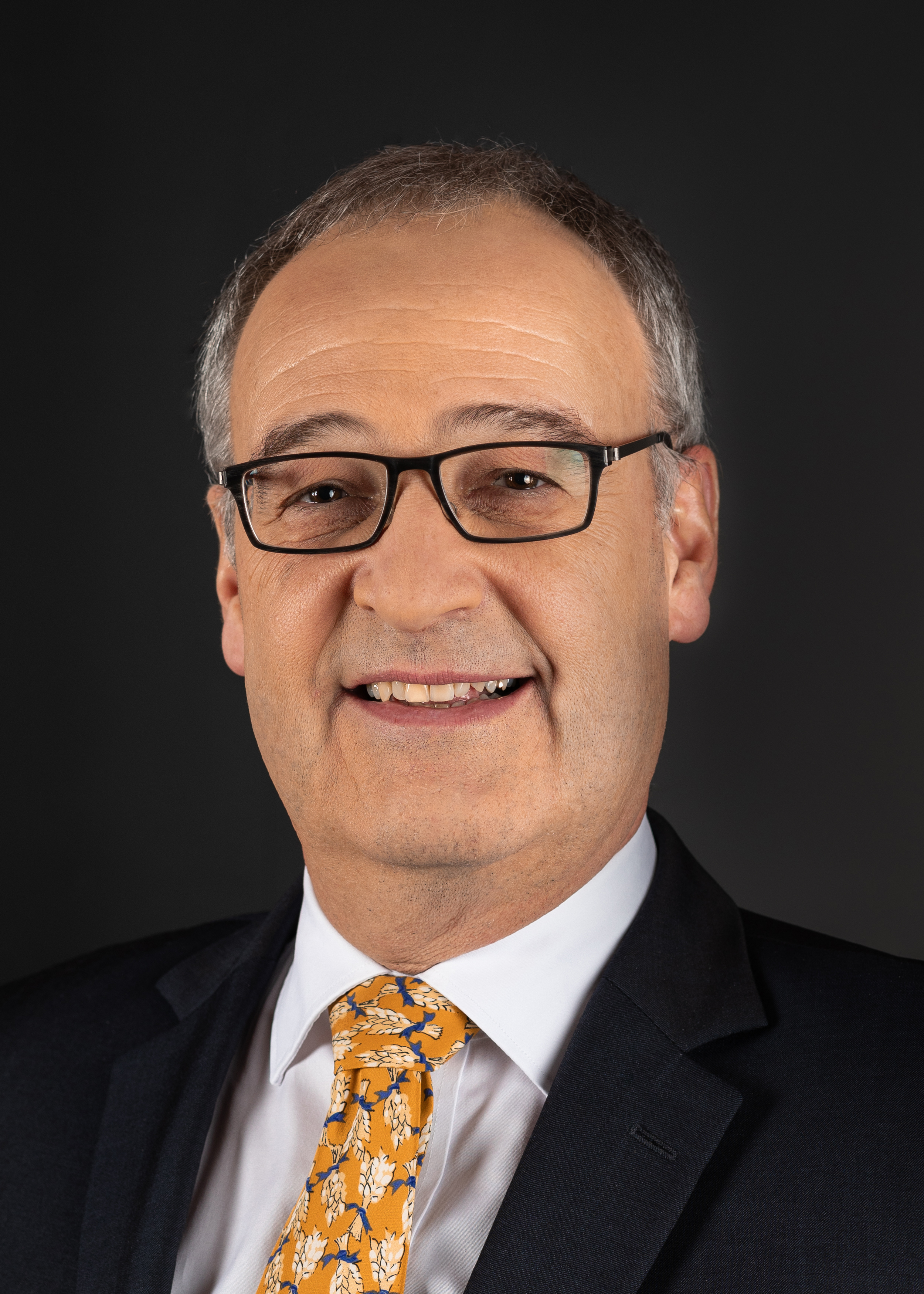
Guy Parmelin

Bundesrat Guy Parmelin (SVP) war seit 2019 Vorsteher des Eidgenössischen Departements für Wirtschaft, Bildung und Forschung (WBF).
|                         | 1. Wahlgang |
| ----------------------- | ----------- |
| ausgeteilte Wahlzettel  | 244         |
| eingegangene Wahlzettel | 244         |
| leer/ungültig           | 39/1        |
| gültig                  | 204         |
| absolutes Mehr          | 103         |
| Guy Parmelin            | 191         |
| Verschiedene            | 13          |

### Fünfte Wahl (Sitz von Ignazio Cassis, FDP)

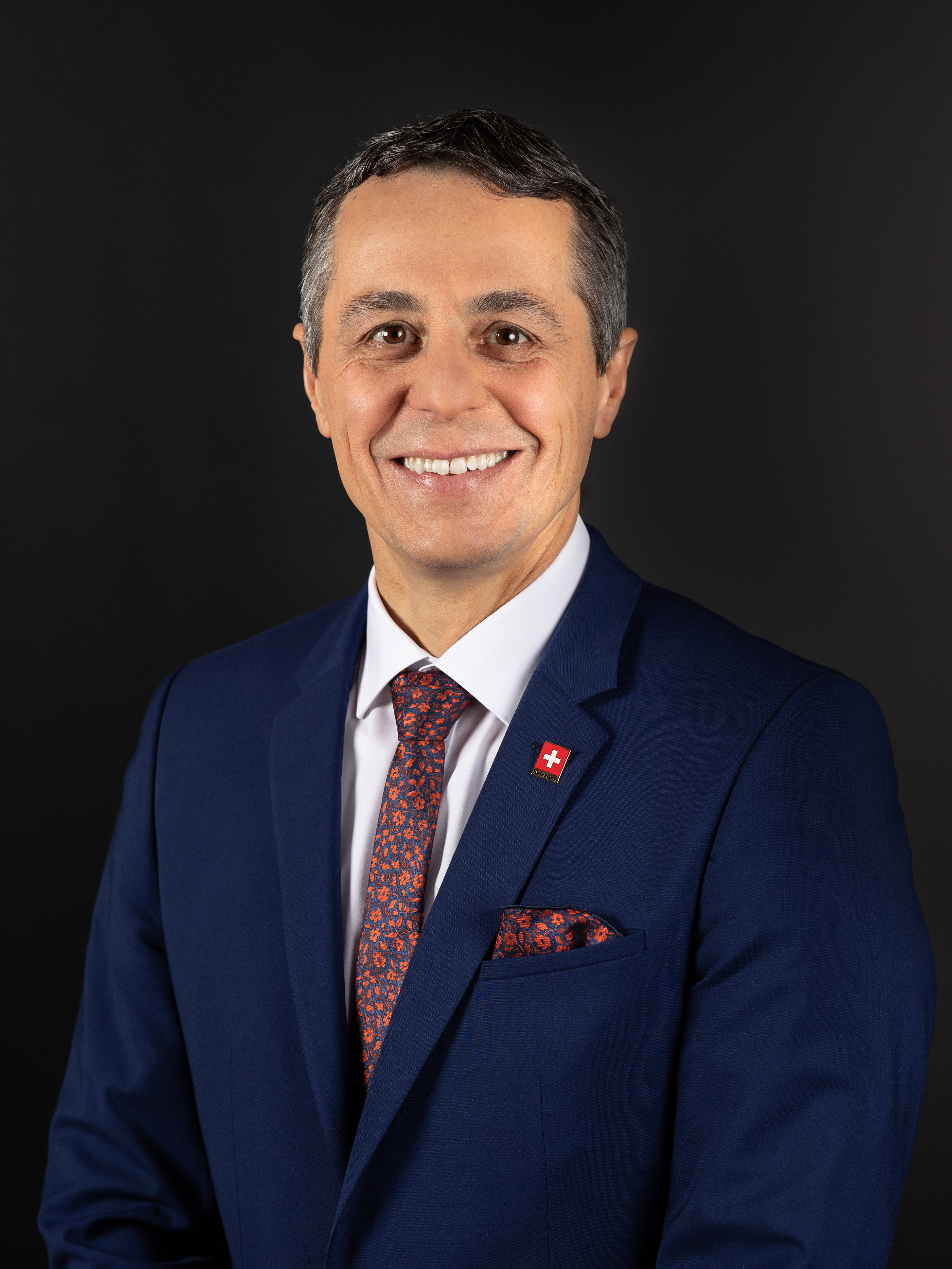
Ignazio Cassis

Bundesrat Ignazio Cassis (FDP) war seit 2017 Vorsteher des Eidgenössischen Departements für auswärtige Angelegenheiten (EDA).
|                         | 1. Wahlgang |
| ----------------------- | ----------- |
| ausgeteilte Wahlzettel  | 244         |
| eingegangene Wahlzettel | 244         |
| leer/ungültig           | 6/0         |
| gültig                  | 238         |
| absolutes Mehr          | 120         |
| Ignazio Cassis          | 145         |
| Regula Rytz             | 82          |
| Verschiedene            | 11          |

### Sechste Wahl (Sitz von Viola Amherd, CVP)

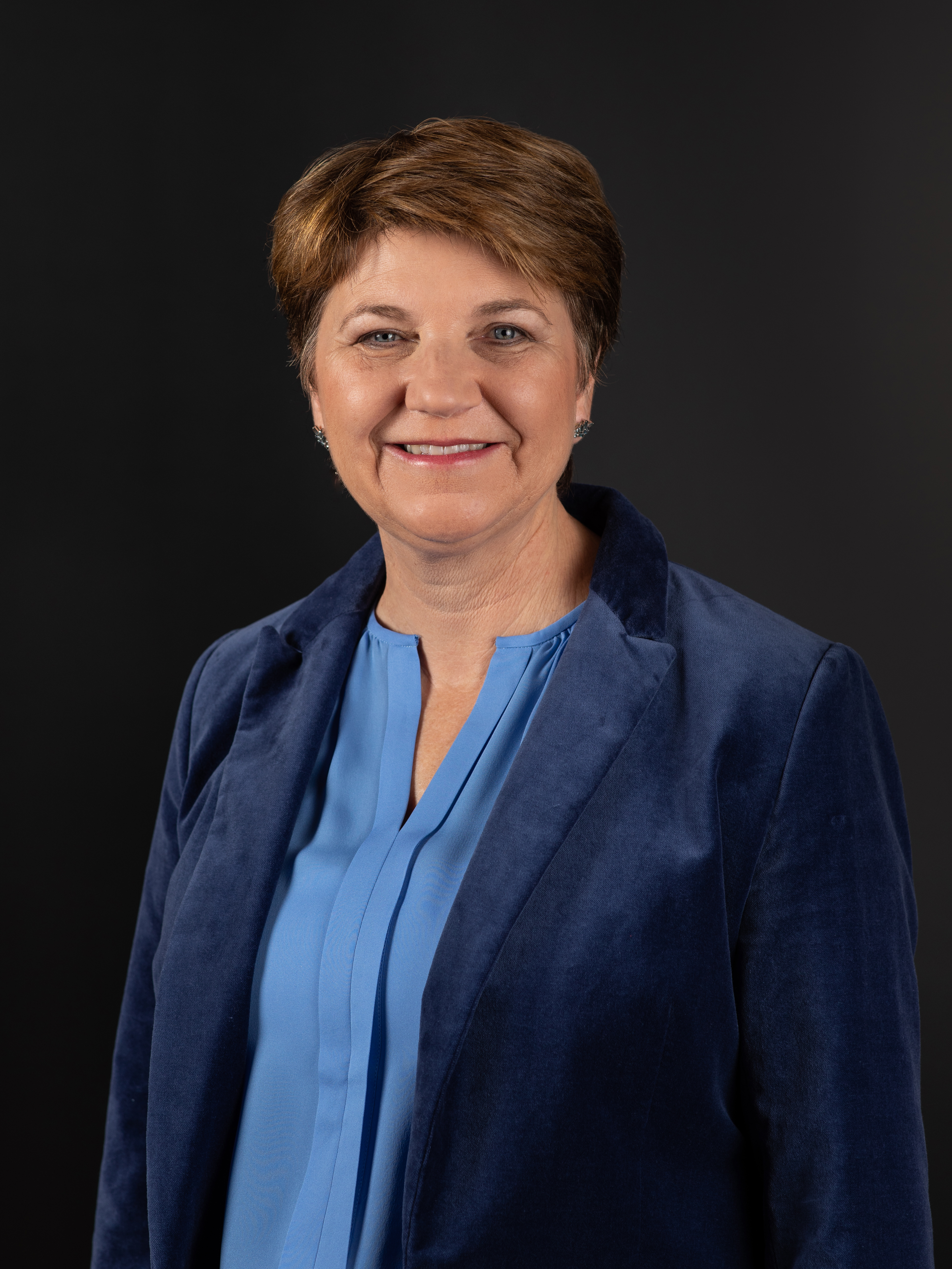
Viola Amherd

Bundesrätin Viola Amherd (CVP) war seit 2019 Vorsteherin des Eidgenössischen Departements für Verteidigung, Bevölkerungsschutz und Sport (VBS).
|                         | 1. Wahlgang |
| ----------------------- | ----------- |
| ausgeteilte Wahlzettel  | 244         |
| eingegangene Wahlzettel | 243         |
| leer/ungültig           | 11/0        |
| gültig                  | 232         |
| absolutes Mehr          | 117         |
| Viola Amherd            | 218         |
| Verschiedene            | 14          |

### Siebte Wahl (Sitz von Karin Keller-Sutter, FDP)

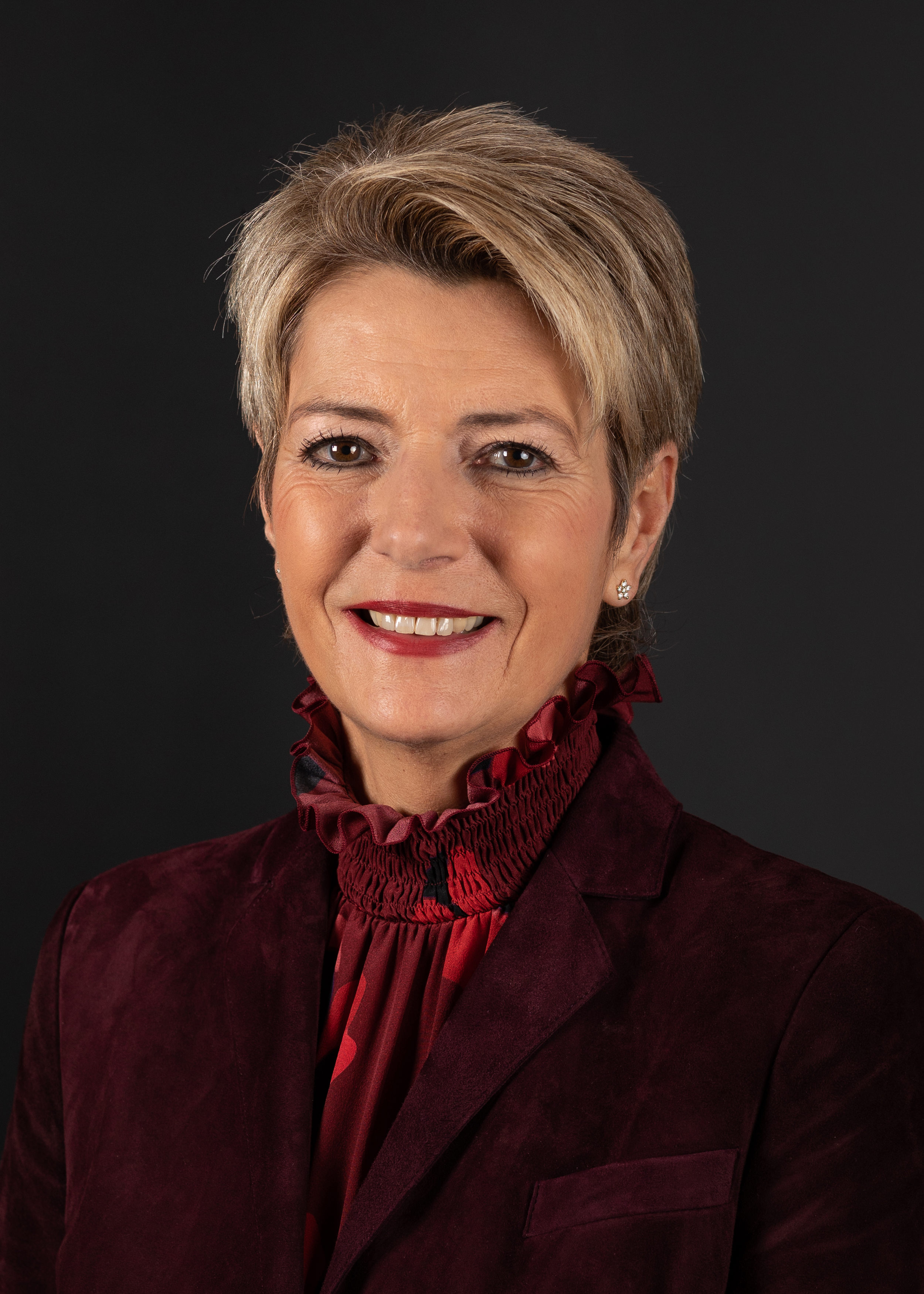
Karin Keller-Sutter

Bundesrätin Karin Keller-Sutter (FDP) war seit 2019 Vorsteherin des Eidgenössischen Justiz- und Polizeidepartementes (EJPD).
|                         | 1. Wahlgang |
| ----------------------- | ----------- |
| ausgeteilte Wahlzettel  | 244         |
| eingegangene Wahlzettel | 244         |
| leer/ungültig           | 37/1        |
| gültig                  | 206         |
| absolutes Mehr          | 104         |
| Karin Keller-Sutter     | 169         |
| Marcel Dobler           | 21          |
| Verschiedene            | 16          |